# PGA European Tour (jeu vidéo, 2000)
Pour les articles homonymes, voir PGA European Tour.
 (novembre 2018).
Si vous disposez d'ouvrages ou d'articles de référence ou si vous connaissez des sites web de qualité traitant du thème abordé ici, merci de compléter l'article en donnant les références utiles à sa vérifiabilité et en les liant à la section « Notes et références ».
PGA European Tour est un jeu vidéo de golf sorti en 2000 sur Nintendo 64. Le jeu a été développé et édité par Infogrames.
Le jeu s'inspire du Tour européen PGA.